# Саманта Стилл
Саманта Стилл (англ. Samantha Stylle), настоящее имя Лиза Мари Вертц (англ. Samantha Stylle, род. 13 октября 1977, Сакраменто, Калифорния) — американская порноактриса, лауреат премии AVN Awards.

## Биография
Родилась 13 октября 1977 года в Сакраменто, Калифорния. Дебютировала в порноиндустрии в 1997 году, в возрасте около 20 лет. Снималась для таких студий и продюсеров, как Elegant Angel, Evil Angel, Extreme Associates, Vivid, Wicked Pictures, Sin City, Seymore Butts и других.
В 1999 году победила на AVN Awards в категориях «лучшая групповая сцена» и «лучшая сцена анального секса», а также была номинирована в категории «лучшая новая старлетка». В том же году получила XRCO Award в номинации «лучшая анальная сцена или сцена двойного проникновения».
Ушла из индустрии в 2003 году, снявшись в 70 фильмах.

## Награды и номинации
- 1999 AVN Awards — лучшая новая старлетка (номинация)
- 1999 AVN Awards — лучшая сцена анального секса (видео) — Tushy Heaven (вместе с Шоном Майклсом и Алишей Класс)[5] (победа)
- 1999 AVN Awards — лучшая групповая сцена (видео) — Tushy Heaven (вместе с Алишей Класс, Шоном Майклсом, Halli Aston и Уэнди Найт)[5] (победа)
- 1999 XRCO Award — лучшая анальная сцена или сцена двойного проникновения — Tushy Heaven (вместе с Алишей Класс и Шоном Майклсом) (победа)